# Saint-Martin-du-Mont (Côte-d'Or)
Saint-Martin-du-Mont è un comune francese di 455 abitanti situato nel dipartimento della Côte-d'Or nella regione della Borgogna-Franca Contea.

## Società

### Evoluzione demografica
Abitanti censiti